# هوشنگ اعلم
امیر هوشنگ اعلم (۱۳۰۷ تهران - خرداد ۱۳۸۶ تهران) ادیب، زبان‌شناس، کتابدار، پژوهشگر و دانشنامه‌نویس ایرانی بود. اگرچه وی عکاسی را به عنوان یک سرگرمی دنبال می‌کرد اما آثار تصویری بسیاری نیز از وی به جا مانده است.

## کودکی و جوانی
وی در سال ۱۳۰۷ هجری شمسی در خاندانی از اهل علم و فضل زاده شد. پدرش از نخستین فارغ التحصیلان دارالفنون بود. وی تعلیمات اولیه را نزد پدر فرا گرفت و آنجا بود که با زبان فرانسه، زبان و ادبیات فارسی، خوشنویسی و سیاه قلم آشنا شد. سپس در یازده سالگی پا به مدرسه گذاشت و با تکیه بر پشتوانه انبوه خود در مدرسه درخشید. اما زندگی اعلم از تلاطمات و حوادث در امان نماند. مصادف شدن دوران دبیرستان او با حوادث سیاسی شهریور ۱۳۲۰ و سرایت عواقب جنگ جهانی دوم به ایران و شیوع فقر و قحطی و بیکاری به ویژه در میان طبقه فقیر، زندگی آنان را نیز تحت تأثیر قرار داد. اما گویی اراده تقدیر بر آن قرار گرفته که اعلم جوان، همچنان با مشکلات زندگی دست و پنجه نرم کند و از ناملایمات برنتابد.

## تحصیلات
امیر هوشنگ پس از اتمام دوران متوسطه وارد دانشکده ادبیات دانشگاه تهران شد. اعلم مدرک لیسانس زبان و ادبیات فارسی را از دانشگاه تهران گرفت با موفقیت و اندوخته علمی این دوران را سپری کرد. او همچنین لیسانس زبان از دانشسرای عالی (۱۳۲۹) را ذریافت کرد و با تلاش خود به اخذ بورس تحصیلی در دانشگاه میشیگان در رشته زبان و ادبیات انگلیسی نائل شد. امیرهوشنگ اعلم فوق لیسانس زبان انگلیسی از دانشگاه میشیگان (۱۳۴۶) و فوق لیسانس کتابداری را از کالج سیمونز ماساچوست (۱۳۴۶) دریافت کرد. او همچنین پس از بازگشت به ایران عرصه روزنامه‌نگاری را تجربه می‌کند و مجدداً برای اخذ کارشناسی ارشد رشته کتابداری راهی دانشگاه هاروارد آمریکا می‌شود. دکتری در چهار رشته زبان‌شناسی عمومی، زبان‌شناسی توصیفی، مطالعات ایرانی و فیلولوژی عربی از دانشگاه هاروارد (۱۳۵۱) حاصل تحصیل او در این دانشگاه است. او از ۱۳۴۱ تا ۱۳۵۱ کتابدار و مسؤول مبادلات بین‌المللی کتابخانه ملی بود. امیرهوشنگ اعلم پس از بازگشت، به پژوهش و تدریس در فرهنگستان زبان ایران پرداخت. او با کوله بار غنی خود از علم به این مرکز علمی پای نهاد و با تیزهوشی به بررسی واژگان پیشنهادی گروه واژه گزینی پرداخت.

## فعالیت‌ها
در دوران پرشکوه دیگری از زندگی ایشان به لحاظ علمی، پس از انقلاب اسلامی همکاری با دانشنامه جهان اسلام و ورود به عرصه دایرهٔ المعارف نگاری آغاز می‌شود. او پیش از ۵۰ مدخل دانشنامه جهان اسلام و بیش از ۱۰۰ مدخل در دانشنامه ایرانیکا (به زبان انگلیسی) نوشته و در سال‌های پسین زندگی در زمینه نگارش مقاله‌های علوم زیستی و تاریخ پزشکی و دیگر رشته‌های وابسته به همکاری با بنیاد دائرةالمعارف اسلامی و دائرةالمعارف بزرگ اسلامی پرداخته است. انجمن آثار و مفاخر فرهنگی در ۲۳ آبان ۱۳۸۵ نشست بزرگداشتی برای دکتر اعلم بر پا کرد. همچنین در همایش بین‌المللی دانش پزشکی در ایران و هند در سال ۱۳۸۶ از او تجلیل شد. دقت و وسواس علمی به خصوص در حوزه زبان و تسلط و استادی در حوزه زبانشناسی و کتابشناسی، احاطه بر متون ادب فارسی و منابع دست اول در حوزه تاریخ علم و خواص دارویی گیاهان، او را در زمره متخصصان برتر این حوزه و مقالات او از شمار دقیق‌ترین مقالات و حتی الگوی مقاله‌نویسی دایرهٔ المعارفی جای داده است.

## درگذشت
امیرهوشنگ اعلم در خرداد ۱۳۸۶ در تهران در سن ۷۹ سالگی درگذشت و در قطعه هنرمندان گورستان بهشت زهرا دفن شد.

## یادنامه
کتابی از سوی انجمن آثار و مفاخر فرهنگی با عنوان «زندگی‌نامه و خدمات علمی و فرهنگی استاد هوشنگ اعلم» در شرح زندگی و فعالیت‌های فرهنگی ایشان به چاپ رسیده است.

## ابهام زدایی
«امیرهوشنگ اعلم» ادیب و زبان‌شناس که در این مقاله از او یاد شده است نباید با «امیرهوشنگ اعلم» پیشکسوت عرصه مطبوعات که از سال ۴۷ در این عرصه فعالیت داشته و در کارنامه او سردبیری ماهنامه فرهنگی آزما و نائب رییسی هیئت مؤسس انجمن پیشکسوتان مطبوعات بوده است، اشتباه شود.